# Marina Tkatchenko
Pour les articles homonymes, voir Tkatchenko.
Marina Ihorivna Tkatchenko (en ukrainien : Марина Ігорівна Ткаченко), née le 29 août 1965 à Moukatcheve, en RSS d'Ukraine, est une joueuse soviétique et ukrainienne de basket-ball. Elle évoluait au poste d'arrière.

## Palmarès
- Championne olympique 1992
- Championne d'Europe 1991
- Championne d'Europe 1995